# رليانس للصناعات المحدودة
رليانس للصناعات المحدودة (ريل) هي شركة هندية متعددة الجنسيات مقرها في مومباي، ماهاراشترا، الهند. تمتلك شركات في جميع أنحاء الهند تعمل في مجال الطاقة والبتروكيماويات والمنسوجات والموارد الطبيعية وتجارة التجزئة والاتصالات. وهي واحدة من أكثر الشركات ربحية في الهند،  أكبر شركة للتداول العام في الهند من حيث القيمة السوقية،  وأكبر شركة في الهند مقيسة بالإيرادات بعد تجاوزها مؤخرًا شركة النفط الهندية التي تسيطر عليها الحكومة. في 18 أكتوبر 2007، أصبحت أول شركة هندية تخترق القيمة السوقية بقيمة 100 مليار دولار.
احتلت الشركة المرتبة 106 في قائمة فورتشن غلوبال 500 لأكبر الشركات في العالم اعتبارًا من عام 2019. احتلت بلاتس المرتبة الثامنة بين أفضل 250 شركة عالمية للطاقة من قبل بلاتس اعتبارًا من 2016. لا يزال الاعتماد هو أكبر مصدر للهند، حيث يمثل 8٪ من إجمالي صادرات الهند من البضائع بقيمة 147755 كرور روبية والوصول إلى الأسواق في 108 دولة. الاعتماد هو المسؤول عن ما يقرب من 5٪ من إجمالي إيرادات الحكومة في الهند من الرسوم الجمركية ورسوم الاستهلاك. كما أنها أعلى دافع لضريبة الدخل في القطاع الخاص في الهند. في عام 2019، أصبحت ريلاينس إندستريز أول شركة هندية تتجاوز علامة تقييم سوق الكرور روبية 9 لاك.

## التاريخ

### 1960-1980
تم تأسيس الشركة من قِبل ظهير أمباني وشامبكال داماني في عام 1960 كشركة رليانس التجارية. في عام 1965، انتهت الشراكة واستمرت ظهير أعمال البوليستر للشركة. في عام 1966، الاعتماد على المنسوجات المهندسين الجندي. المحدودة تأسست في ولاية ماهاراشترا. أنشأت مصنع الأقمشة الاصطناعية في نفس العام في Naroda في ولاية غوجارات. في 8 مايو 1973، أصبحت شركة رليانس للصناعات المحدودة. في عام 1975، وسعت الشركة أعمالها إلى المنسوجات، مع "Vimal" أصبحت علامتها التجارية الرئيسية في السنوات اللاحقة. عقدت الشركة طرحها العام الأولي (IPO) في عام 1977. تم الإفراط في المشكلة من قبل سبع مرات. في عام 1979، تم دمج شركة المنسوجات سيدهبور ميلز مع الشركة. في عام 1980، وسعت الشركة أعمالها من خيوط البوليستر من خلال إنشاء مصنع خيوط بوليستر في باتالجانغا، ريجاد، ماهاراشترا بالتعاون المالي والتقني مع دو بونت.، الولايات المتحدة الأمريكية

### 1981-2000
في عام 1985، تم تغيير اسم الشركة من شركة رليانس للصناعات النسيجية المحدودة. إلى شركة رليانس للصناعات المحدودة.  خلال السنوات 1985 إلى 1992، وسعت الشركة قدرتها المركبة لإنتاج خيوط البوليستر بأكثر من 145000 طن سنويًا.
تم تشغيل مصنع هزيرا للبتروكيماويات في 1991-1992.
في عام 1993، تحولت رليانس للصناعات المحدودة إلى أسواق رأس المال الخارجية للحصول على أموال من خلال إصدار الوديعة العالمية لشركة رليانس للبترول. في عام 1996، أصبحت أول شركة تابعة للقطاع الخاص في الهند تم تصنيفها من قبل وكالات التصنيف الائتماني الدولية. صنفت ستاندرد آند بورز رليانس +BB، نظرة مستقبلية مستقرة، مقيدة بالسقف السيادي". حصلت وكالة موديز على تصنيف "Baa3، درجة الاستثمار، مقيدة بالسقف السيادي".
في 1995/1996، دخلت الشركة صناعة الاتصالات من خلال مشروع مشترك مع نايمكس، الولايات المتحدة الأمريكية وشجعت شركة رليانس للاتصالات الخاصة المحدودة في الهند.
في 1998/1999، أدخلت رليانس للصناعات المحدودة غاز البترول المسال المعبأ في 15   اسطوانات كجم تحت اسم العلامة التجارية رليانس للغاز.
شهدت الأعوام 1998-2000 إنشاء مجمع متكامل للبتروكيماويات في جامناجار في ولاية غوجارات،  أكبر مصفاة في العالم.

### 2001 وما بعده
في عام 2001، أصبحت رليانس للصناعات المحدودة.و رليانس للبترول. أكبر شركتين في الهند من حيث جميع المعايير المالية الرئيسية. في 2001-2002، تم دمج شركة رليانس للبترول مع شركة رليانس للصناعات.
في عام 2002، أعلنت ريلاينس عن أكبر اكتشاف للغاز في الهند (في حوض كريشنا جودافاري) منذ ما يقرب من ثلاثة عقود وواحد من أكبر اكتشافات الغاز في العالم خلال عام 2002. تجاوز حجم الغاز الطبيعي في الموقع 7 تريليونات قدم مكعب، أي ما يعادل حوالي 1.2 مليار برميل من النفط الخام. كان هذا أول اكتشاف على الإطلاق لشركة هندية للقطاع الخاص.
في الفترة 2002-2003، اشترت شركة ريل حصة أغلبية في الشركة الهندية للبتروكيماويات المحدودة. (IPCL)، ثاني أكبر شركة للبتروكيماويات في الهند، من حكومة الهند. تم دمج أي بي سي ال لاحقًا مع ريل في عام 2008.
في عامي 2005 و 2006، أعادت الشركة تنظيم أعمالها عن طريق تخفيض استثماراتها في توليد الطاقة والتوزيع والخدمات المالية وخدمات الاتصالات السلكية واللاسلكية إلى أربعة كيانات منفصلة.
في عام 2006، دخلت رليانس سوق البيع بالتجزئة المنظم في الهند  مع إطلاق تنسيق متجر البيع بالتجزئة الخاص بها تحت الاسم التجاري «رليانس فريش». بحلول نهاية عام 2008، كان لدى رليانس للتجزئة ما يقرب من 600 متجر في 57 مدينة في الهند.
في نوفمبر 2009، أصدرت رليانس للصناعات أسهم مجانية بنسبة 1: 1 لمساهميها.
في عام 2010، دخلت رليانس للصناعات سوق خدمات النطاق العريض من خلال الاستحواذ على انفوتل لخدمات البرودباند المحدودة، التي كانت العارض الناجح الوحيد لمزاد الطيف للجيل الرابع من الهند (4G) الذي عقدته حكومة الهند.
في نفس العام، أعلنت رليانس وبي بي عن شراكة في قطاع النفط والغاز. استحوذت شركة بي بي على 30 في المائة من 23 عقد مشاركة في إنتاج النفط والغاز التي تعمل في الهند، بما في ذلك كتلة KG-D6 مقابل 7.2 مليار دولار. شكلت ريلاينس أيضًا مشروعًا مشتركًا بنسبة 50:50 مع شركة BP للحصول على مصادر وتسويق الغاز في الهند.
في عام 2017، أنشأت ريل مشروعًا مشتركًا مع شركة سيبور الروسية لإنشاء مصنع مطاط بوتيل في جامناجار بولاية غوجارات، ليتم تشغيله بحلول عام 2018.

## مساهمة

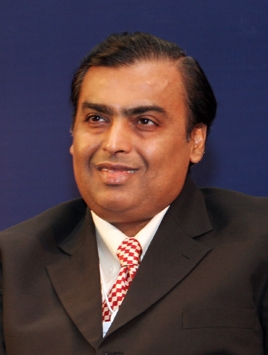
الرئيس والمدير العام: موكيش أمباني

عدد مشاركات RIL تقريبًا. 3.1 مليار. مجموعة المروجين، عائلة أمباني، تحمل تقريبا. 46.32٪ من إجمالي الأسهم في حين أن 53.68٪ من الأسهم المتبقية مملوكة من قبل المساهمين العامين، بما في ذلك FII والهيئات الاعتبارية. تعد شركة Life Insurance Corporation الهندية أكبر مستثمر غير مروج لها في الشركة، حيث بلغت حصتها 7.98٪.
في يناير 2012، أعلنت الشركة عن برنامج إعادة شراء لشراء بحد أقصى 120 مليون سهم 104 مليار روبية هندية (1٫7 مليار دولار أمريكي) . بحلول نهاية يناير 2013، كانت الشركة قد اشترت 46.2 مليون سهم 33.66 مليار روبية هندية (560 مليون دولار أمريكي).

## وصلات خارجية
- الموقع الرسمي